# Bacino di Novosibirsk
Il bacino di Novosibirsk (russo Новосиби́рское водохрани́лище, Novosibirskoe vodochranilišče), chiamato informalmente "mare dell'Ob'" (in russo Обское море, Obskoe More), è un lago artificiale della Russia, situato nella Siberia sudoccidentale nella regione dell'Oblast' di Novosibirsk e nel Territorio dell'Altaj. Fu creato a partire dal 1956, in seguito alla costruzione di una grossa diga sul fiume Ob' per scopi idroelettrici.
Sulle rive del bacino ci sono le città di Berdsk, Kamen'-na-Obi e Novosibirsk. Alla creazione del bacino idrico, la parte storica centrale della città di Berdsk, così come molti villaggi della regione di Novosibirsk, furono completamente allagati.
Il lago ha una superficie di 1 070 km2, con una lunghezza di 200 km e una larghezza massima di 22 km; la profondità media è di 9 m, con un massimo di 25 m. È gelato, mediamente, da novembre ad aprile; nei mesi estivi diventa invece una popolare meta turistica per gli abitanti della vicina Novosibirsk.